# Генератор тактовых импульсов

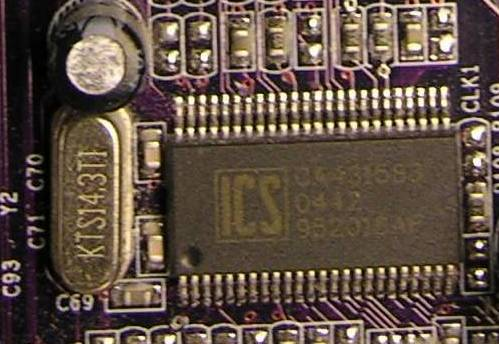
Тактовый генератор персонального компьютера, основанный на чипе ICS 952018AF и резонаторе частотой 14,3 МГц

Генератор тактовых импульсов (генератор тактовой частоты) предназначен для синхронизации различных процессов в цифровых устройствах — ЭВМ, электронных часах, таймерах и других. Он вырабатывает электрические импульсы (обычно прямоугольной формы) заданной частоты, которая часто используется как эталонная — считая количество импульсов, можно, например, измерять временные интервалы.
В микропроцессорной технике один тактовый импульс, как правило, соответствует одной атомарной операции. Обработка одной инструкции может производиться за один или несколько тактов работы микропроцессора, в зависимости от архитектуры и типа инструкции. Частота тактовых импульсов определяет скорость вычислений.

## Типы генераторов
В зависимости от сложности устройства, используют разные виды генераторов.

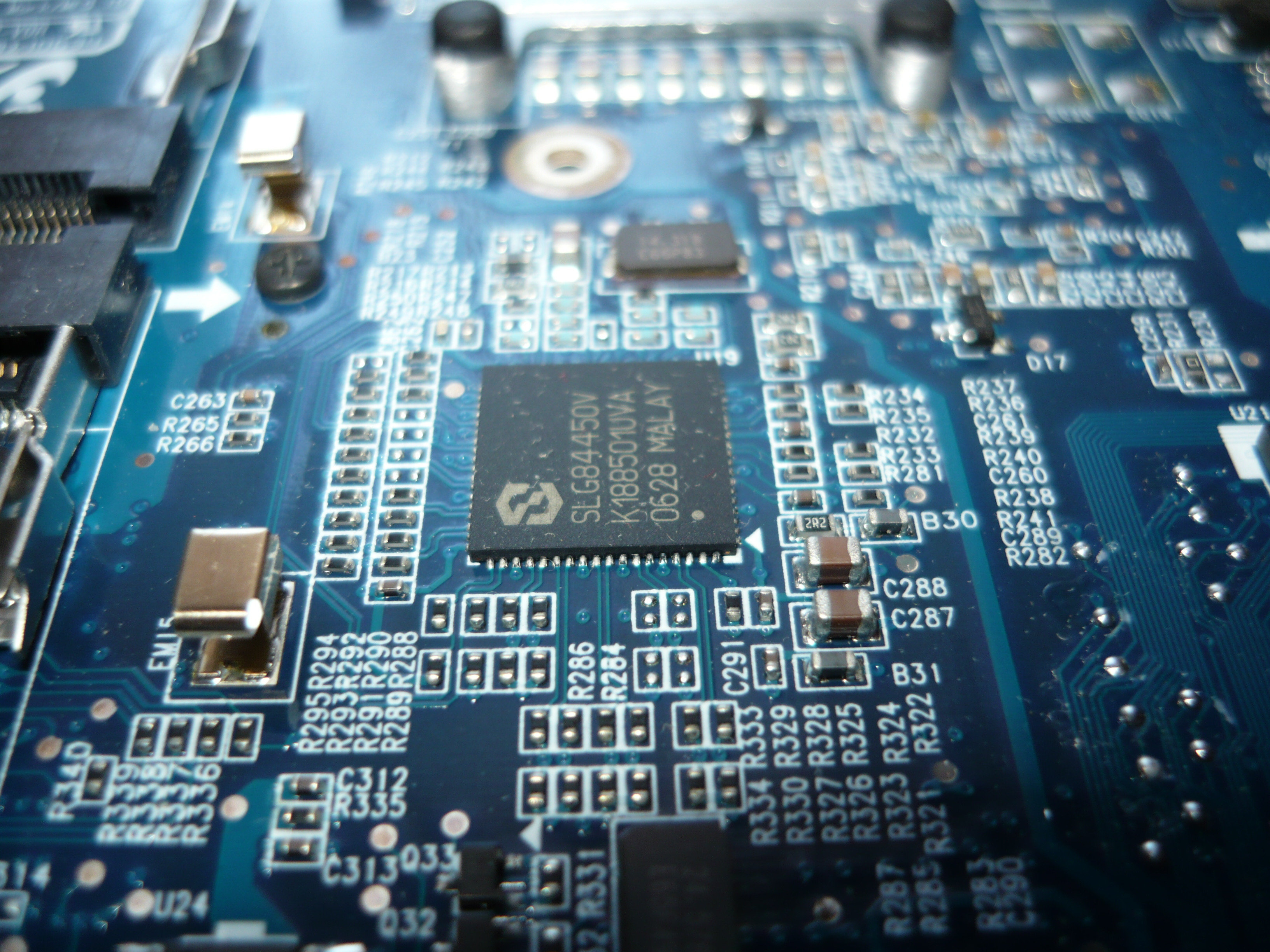
Микросхема синтезатора частот в ноутбуке. Используется для получения разных тактовых импульсов на основе опорного генератора тактовых импульсов

### Классический
В несложных конструкциях, не критичных к стабильности тактового генератора, часто используется последовательное включение нескольких инверторов через RC-цепь. Частота колебаний зависит от номиналов резистора и конденсатора. Основной недостаток данной конструкции — низкая стабильность, достоинство — предельная простота.

### Кварцевый
Пример — генератор Пирса.

### Кварц + микросхема генерации
Микросхема генерации при подключении к её входам кварцевого резонатора будет выдавать на остальных выводах частоту, делённую или умноженную на исходную. Такой способ используется в часах, а также на старых материнских платах (где частоты шин были заранее известны, только внутренняя частота центрального процессора умножалась).
Для построения тактового генератора не требуется никакая специальная микросхема.

### Программируемая микросхема генерации
В современных материнских платах необходимо большое количество разных частот, помимо опорной частоты системной шины, которые, по возможности, не должны быть зависимы друг от друга. Хотя базовая частота всё же формируется кварцевым резонатором, она необходима лишь для работы самой микросхемы. Выходные же частоты корректируются самой микросхемой. Например, частота периферийной шины AGP может быть всегда равна стандартной (66 МГц) и не зависеть от частоты системной шины процессора.
Если в электронной схеме необходимо разделить частоту на 2, используют Т-триггер в режиме счётчика импульсов. Соответственно, для увеличения делителя увеличивают количество счётчиков (триггеров).

### Тактовый генератор
Тактовый генератор — автогенератор, формирующий рабочие такты процессора («частоту»). В некоторых микропроцессорах и микроконтроллерах выполняется встроенным.
Кроме тактирования процессора, в обязанности тактового генератора входит организация циклов системной шины. Поэтому его работа часто тесно связана с циклами обновления памяти, контроллером ПДП и дешифратором сигналов состояния процессора.